# Regionalcode
Ein Regionalcode ist ein technisches Merkmal zur digitalen Rechteverwaltung, mit dem sichergestellt werden soll, dass ein bestimmtes Objekt (z. B. ein Datenträger) nur in einem von dessen Hersteller festgelegten geografischen Gebiet verwendet werden kann. 

## Speichermedien
Eingesetzt auf DVD-Video und Blu-ray Disc, soll er verhindern, dass auf diesen Medien gespeicherte Filme weltweit abgespielt werden können. Dazu wird durch geeignete software- oder hardwarebasierte Vorrichtungen überprüft, ob ein Abspielgerät den gleichen Regionalcode besitzt wie das eingelegte Speichermedium.

### DVD
Bei DVD-ROMs, welche die physische Grundlage für DVD-Video bilden, aber auch für Computerdaten verwendet werden können, kann ein Regionalcode direkt im Dateisystem der DVD integriert werden. Dies wird im Einlaufbereich in den Sektoren, welche die Informationen des Inhaltanbieters enthalten (Content Provider Information) im letzten Byte des Feldes „CPR_MAI“ festgelegt. Analog zu DVD-Video zeigen die gesetzten „RMA“-Bits an, in welchen Regionen die DVD nicht benutzt werden kann.

#### DVD-Video
Bei DVD-Video ist die Implementierung von Regionalcodes nicht optional. Der Hersteller hat aber die Möglichkeit, eine DVD zur Nutzung in mehreren oder allen Regionen freizugeben. Diese wird mit „Regionalcode 0“ versehen. Bei Abspielgeräten besteht allerdings durchaus die Möglichkeit, dass kein Regionalcode eingestellt ist. Sofern eine Video-DVD die Wiedergabe auf codefreien Abspielgeräten nicht explizit durch spezielle Skriptroutinen (Region Code Enhanced, RCE) unterbindet, können auf solchen Geräten DVDs aller Regionen abgespielt werden.
| Code | Region |
| ---- | --- |
| 1    | USA, Kanada und US-Außenterritorien                                                                                               |
| 2    | West- und Mitteleuropa (einschließlich französische Überseegebiete und Grönland), Südafrika, Ägypten und Naher Osten, Japan       |
| 3    | Südostasien, Südkorea, Hongkong, Indonesien, Philippinen, Taiwan                                                                  |
| 4    | Australien, Neuseeland, Mexiko, Zentralamerika, Südamerika                                                                        |
| 5    | Russland und andere Länder der ehemaligen UdSSR, Osteuropa, Indien und andere Länder Asiens, Afrika (außer Ägypten und Südafrika) |
| 6    | Volksrepublik China |
| 7    | Reserviert für zukünftige Nutzung, gelegentlich für Presse-Samples benutzt                                                        |
| 8    | Internationales Territorium, zum Beispiel in Flugzeugen oder auf Schiffen                                                         |

Regionalcodes von DVD-Video

Bei regionsgeschützten DVDs (nicht bei RCE-DVDs) ist der Regionalcode in der Datei VIDEO_TS.IFO (table VMGM_MAT) im Byte an Offset 35 gespeichert.
Jedes nicht gesetzte Bit dieses Bytes zeigt dabei die freigegebenen Regionen an, wodurch sich für je nur eine freigegebene Region folgende Masken ergeben:
- R1: 1111 1110
- R2: 1111 1101
- R3: 1111 1011
- R4: 1111 0111
- R5: 1110 1111
- R6: 1101 1111
- R7: 1011 1111
- R8: 0111 1111

Bei einer regionsfreien – oft als Region 0 bezeichnet – DVD, aber auch bei RCE-geschützten DVDs, sind damit keine Bits gesetzt. Einige DVDs sind nur „pseudo-regionfrei“, d. h., die Regionen 1–6 werden unterstützt, Region 7 und/oder Region 8 aber nicht:
- R1-R6: 1100 0000
- R1-R6+R8: 0100 0000

Der RCE-Schutz kann in allen IFO-Dateien verborgen sein. Eine RCE-geschützte DVD kann nur für eine Region freigegeben sein.
Lange Zeit wurde RCE ausschließlich von Columbia Tristar und nur für Region-1-DVDs verwendet. Erst seit ca. 2008 greifen auch andere Labels auf diese Technologie zurück und versehen auch DVDs für andere Regionen damit.

### Blu-ray Disc
Im Gegensatz zu anderen ursprünglich als DVD-Nachfolger konzipierten Formaten (z. B. HD DVD) sieht die Blu-ray Disc einen Regionalcode vor, wobei es allerdings nur drei Regionen gibt, die sich demzufolge von den Regionen der DVD unterscheiden. Bei einem lizenzkonformen Blu-ray-Abspielgerät muss genau ein Regionalcode gesetzt sein. Für die Blu-ray-Speichermedien ist die Verwendung von Regionalcodes jedoch optional, und viele Hersteller verzichten momentan auf die Implementierung. Etwa 70 % aller derzeit auf Blu-ray Disc erhältlichen Filme sind codefrei.
| Code | Region |
| ---- | --- |
| A/1  | Nord- und Südamerika (ohne französische Überseegebiete), Japan, Korea, Taiwan, Hongkong und Südostasien                             |
| B/2  | Europa (einschließlich französische Überseegebiete und Grönland, ohne Russland, Ukraine und Belarus), Naher Osten, Afrika, Ozeanien |
| C/3  | Indien, Nepal, China, Russland, Belarus, Ukraine, Zentral- und Südasien                                                             |

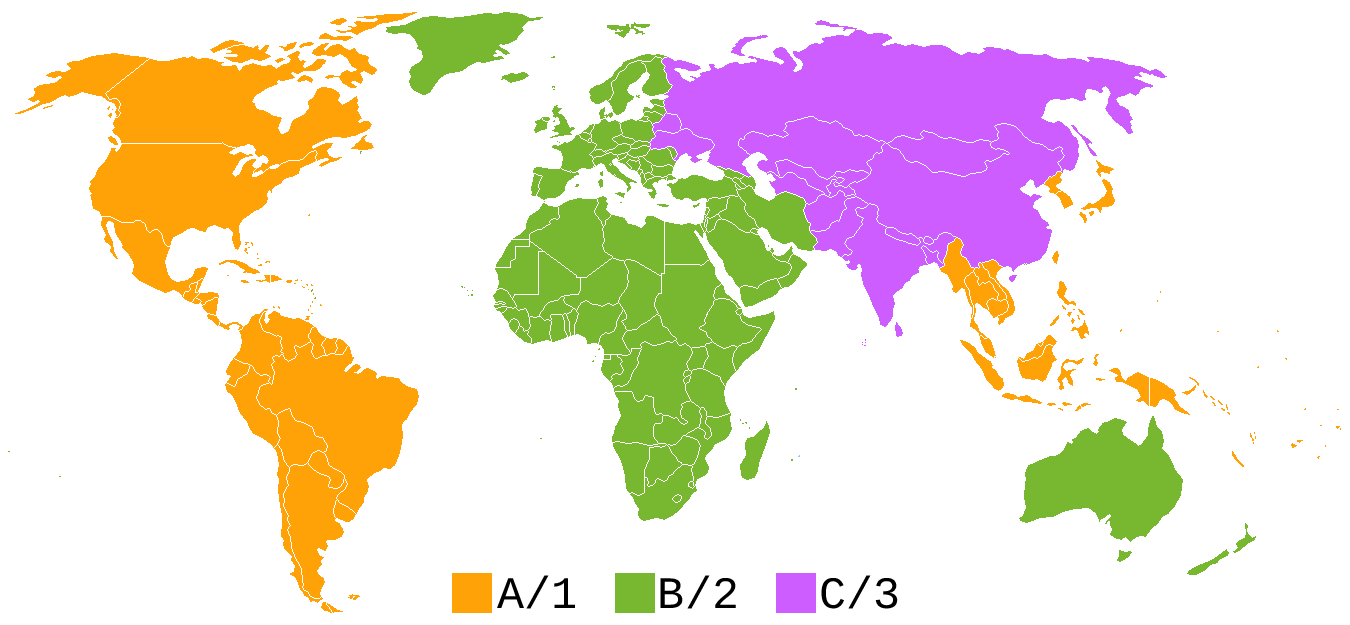
Regionalcodes der Blu-ray Disc

Der Blu-ray-Regionalcode wird, anders als der DVD-Regionalcode, nur von der Abspielsoftware, nicht aber vom Laufwerk oder dem Computerbetriebssystem abgefragt. Bei Standalone-Playern ist er Teil der Firmware. Man findet im Internet Hacks, mit denen man den Regionszähler von Abspielprogrammen zurücksetzen und sie dadurch multiregional machen kann.
Es gibt auch schon einige Standalone-Blu-ray-Player, die sowohl Discs aus Region A als auch aus der Region B wiedergeben können (die Region C wird meist nicht unterstützt, so dass diese Player nicht wirklich regionsfrei sind, aber die meisten Blu-rays aus Region C sind codefrei).
Eine neuere Variante des Blu-ray-Regioncodes prüft nicht nur die Region, sondern auch den Ländercode der Abspielsoftware oder des Players. Das bedeutet z. B., dass, obwohl die USA und Japan beide in Region A liegen, einige US-Discs in Japan nicht abgespielt werden können und umgekehrt, da die beiden Länder verschiedene Ländercodes haben (Japan: 19024 [Hex: 4A50], USA: 21843 [Hex: 5553]).

## Drucker

### Hewlett-Packard
Druckerpatronen von Hewlett-Packard sind seit 2004 mit einem Regionalcode versehen. Deshalb funktionieren sie nicht in Druckern mit einem anderen Regionalcode, außer der Nutzer kontaktiert den technischen Kundendienst, damit die entsprechende Region dem Gerät neu zugewiesen werden kann.
HP-Drucker haben vier Regionen:
- Region 1: Amerika, Grönland, Australien, Neuseeland, Nord-/Südkorea, Mongolei, Pakistan, Nepal, Bhutan, Bangladesch, Ostasien
- Region 2: Westeuropa, Türkei
- Region 3: GUS, Afrika, Naher Osten, Japan
- Region 4: China (außer Hongkong und Taiwan), Indien

Die Region kann drei Mal geändert werden; danach wird der Drucker auf die Region fest eingestellt.

### Lexmark
Lexmark-Drucker verwenden verschiedene Systeme zur Regionalkodierung:
- z. B. die Farblaserdrucker OfficeEdge Pro4000, OfficeEdge Pro4000c, OfficeEdge Pro5500, OfficeEdge Pro5500t, CS310, CS410
  - Region 1: Amerika
  - Region 2: Grönland, EU, EFTA
  - Region 3 (in CS310, CS410 Farblaserdruckern Region 8 genannt): Ehemalige jugoslawische Staaten und der Rest der Welt (Osteuropa, Afrika, Naher Osten, Asien, Australien)

- z. B. die Monochrom-Laserdrucker MS710, MS810
  - Region 1: USA, Kanada
  - Region 2: Grönland, EU, EFTA
  - Region 3: Asien, Australien, Neuseeland
  - Region 4: Mittel- und Südamerika
  - Region 5: Ehemalige jugoslawische Staaten, Osteuropa, Türkei, Naher Osten, Afrika

### Canon
Canon-Druckerpatronen für den Pixma MP 480 funktionieren nicht in Druckern dieses Typs, wenn sie einen anderen Regionalcode haben (auch wenn es auf der Verpackung der Canon-Druckerpatronen explizit aufgeführt ist).

### Epson
Epson-Tintenpatronen sind auch mit einem Regionalcode versehen.

### Xerox
Xerox verwendet ebenfalls Regionalcodes. Ihre Drucker werden mit neutralen Fabriktintensticks ohne Regionalcode ausgeliefert. Nach dem Einsetzen des ersten neuen Tintensticks nach den Fabriksticks, stellt sich der Drucker auf den Regionalcode des eingesetzten Tintensticks ein und akzeptiert von diesem Zeitpunkt an nur noch Tintensticks für diese Region.
Verbreitete Regionaleinstellungen sind:
- NA (Nordamerika)
- Metered-NA
- DMO (Entwicklungsmärkte wie Asien und Südamerika)
- XE (Europa)

## Regionalisierte Aktivierung von Software und Geräten
Kaspersky verwendet für seine Antivirus-Software regionalisierte Aktivierungscodes, einerseits als zusätzlichen Schutz gegen internationale Software-Piraterie, andererseits weil es seine Produkte in verschiedenen Regionen zu verschiedenen Preisen verkauft. Einmal aktiviert, kann die Software aber in jeder Region verwendet werden. Probleme können sich ergeben, wenn die Lizenz erneuert oder die Software reinstalliert werden muss in einer anderen Region als in der, für die man die Lizenz erworben hat. Die Region wird anhand der IP-Adresse ermittelt, so dass zur Aktivierung eine Internetverbindung erforderlich ist.
Die in Amerika und Europa verkauften Galaxy-Smartphones von Samsung müssen durch eine lokale SIM-Karte aktiviert werden, können dann aber auch in anderen Regionen benutzt werden. Die regionalisierte Aktivierung soll Grauimporte verhindern.

## Kreditkarten mit Regionssperre
Manche Kreditkarten können zum Schutz vor Diebstahl und Missbrauch im Ausland für bestimmte Regionen der Welt gesperrt werden. Möchte der Karteninhaber ins Ausland reisen und seine Karte dort benutzen, kann die Sperre für die entsprechende Region vorübergehend aufgehoben werden.